# Beck Dénes
Beck Dénes (Balmazújváros, 1847. február 18. – Budapest, Terézváros, 1924. december 12.) közgazdász, bankigazgató.

## Életútja
Beck Ignác és Schőnwald Mária fiaként született zsidó családban. Középiskolai tanulmányait Debrecenben végezte, ahol tizenhét éves korában a kereskedelmi pályára lépett. 1869-ben Budapestre került a Magyar Általános Hitelbankhoz mint könyvvivő; később a hitelbank által alapított általános takarékpénztárnál nyert cégvezetői kinevezést. 1881-ben az „Austria” Általános Kölcsönös Tőke- és Járadék-biztosító Társaság vezérképviselője lett. Tanulmányutat tett Nyugat-Európában, többek között Franciaországban és Angliában. 1890 májusában az elnöklete alatt alakult meg a Fővárosi Bank Részvénytársaság, melynek egyik igazgatójául választották. Tagja volt a fővárosi törvényhatósági bizottságnak. számos pénzügyi és ipari vállalat igazgatóságának.
Nagy emberbaráti tevékenységet is fejtett ki és több népjóléti intézményt alapított. Sokat foglalkozott a közös jegybankhoz kapcsolódó problémákkal. 1910-ben az Osztrák–Magyar Bank privilégiumának meghosszabbításáról szóló tárgyalások során figyelembe vették a készfizetések felvételével kapcsolatos javaslatait. A napilapokban és a szaksajtóban számos cikke és tanulmánya jelent meg az aktuális gazdasági és pénzügyi kérdésekről.
Írói működése főleg a nemzetgazdasági problémák megoldása és a szabadkereskedelem felé irányult. Cikkei megjelentek a Pester Lloydban, Pesti Naplóban, a Nemzetben, a Magyar Nemzetgazdában, a Pénzügyi Útmutatóban és a Budapester Tagblattban. 
A Kozma utcai izraelita temetőben nyugszik. 

## Munkái
- A kiadások megtérítése. Budapest, 1881
- Az «Első magyar kiadásokat megtérítő szövetkezet» tervezete. Budapest, 1882
- Nevelési járulék biztosítása. Budapest, 1883
- A jelzáloglevelek biztosítása
- A pénz drágulásának okairól
- A drágaság viszonyítva a pénz forgalmához